# Drosophila villosa
Drosophila villosa är en tvåvingeart som först beskrevs av Elmo Hardy 1965.

## Taxonomi och släktskap
Drosophila villosa ingår i släktet Drosophila och familjen daggflugor.

## Utbredning
Artens utbredningsområde är Hawaii.